# Spanje op de Olympische Zomerspelen 1932
Spanje nam deel aan de Olympische Zomerspelen 1932 in Los Angeles, Verenigde Staten. Net als vier jaar geleden werd één medaille gewonnen. Ditmaal geen goud maar brons.

## Medailles

### 3Brons
- Santiago Amat — Zeilen, mannen monotype klasse

Argentinië · Australië · België · Brazilië · Brits-Indië · Canada · Colombia · Denemarken · Duitsland · Estland · Filipijnen · Finland · Frankrijk · Griekenland · Groot-Brittannië · Haïti · Hongarije · Ierland · Italië · Japan · Joegoslavië · Letland · Mexico · Nederland · Nieuw-Zeeland · Noorwegen · Oostenrijk · Polen · Portugal · Republiek China · Spanje · Tsjecho-Slowakije · Uruguay · Verenigde Staten · Zuid-Afrika · Zweden · Zwitserland